# Joanna Kędzior
Joanna Kędzior – polska śpiewaczka operowa (sopran). Obecnie solistka Opery Wiedeńskiej.

## Edukacja
Ukończyła Szkołę Muzyczną im. Oskara Kolberga w Szczecinku na wydziale wokalnym. Studiowała w Akademii Muzycznej im. Ignacego Jana Paderewskiego w Poznaniu w klasie śpiewu prof. Wojciecha Maciejowskiego oraz na Uniwersytecie Muzycznym Fryderyka Chopina w klasie śpiewu Izabeli Kłosińskiej.

## Wybrane nagrody
- IX Veronica Dunne International Singing Competition w Dublinie – II nagroda
- IX Veronica Dunne International Singing Competition – Nagroda specjalna im. Joan Sutherland
- Teatralne Nagrody Muzyczne im. Jana Kiepury – Najlepszy debiut (śpiewaczki) (zgłoszona przez Teatr Wielki im. Stanisława Moniuszki w Poznaniu)
- V Konkurs Wokalny im. Jana, Edwarda i Józefiny Reszków w Częstochowie – III nagroda
- Rudolf Petrak Singing Competition w Žilinie – I nagroda